# Cyclassics Hamburg 2023
Die Cyclassics Hamburg 2023 waren die 26. Austragung des deutschen Eintagsrennens. Das Rennen fand am 20. August statt und war Teil der UCI WorldTour 2023.
Im Sprint setzte sich der Däne Mads Pedersen (Lidl-Trek) vor Danny Van Poppel (Bora-hansgrohe) und Elia Viviani (Ineos Grenadiers) durch.

## Teilnehmende Mannschaften und Fahrer
Neben den 18 UCI WorldTeams gingen auch 3 UCI ProTeams bei dem Rennen an den Star. Für jede Mannschaft waren sieben Fahrer startberechtigt.
Mit Marco Haller (Bora-hansgrohe), Elia Viviani (Ineos Grenadiers), Arnaud Démare (Groupama-FDJ) und Edvald Boasson Hagen (TotalEnergies) starteten vier ehemalige Sieger bei der 26. Austragung.
Als Favoriten galten in erster Linie die Sprinter wie Tim Merlier, Ethan Vernon (beide Soudal Quick-Step), Dylan Groenewegen (Jayco AlUla), Mads Pedersen (Lidl-Trek), Arnaud Démare (Arkéa-Samsic), Sam Bennett (Bora-hansgrohe), Olav Kooij (Jumbo-Visma), Arnaud De Lie (Lotto Dstny), Jonathan Milan (Bahrain Victorious), Elia Vivianni (Ineos Grenadiers), Pascal Ackermann (UAE Team Emirates), Giacomo Nizzolo (Israel-Premier Tech), Cees Bol (Astana Qazaqstan), Max Kanter (Movistar) und Adrien Petit (Intermarché-Circus-Wanty). Hinzu kommen die endschnellen Klassiker-Spezialisten wie Marco Haller, Nils Politt (beide Bora-hansgrohe), Alberto Bettiol (EF Education-EasyPost), Ethan Hayter (Ineos Grenadiers), Max Walscheid (Cofidis), Quinten Hermans (Alpecin-Deceuninck), Oliver Naesen und Greg Van Avermaet (beide AG2R Citroën).
| UCI WorldTeams | UCI WorldTeams        | UCI WorldTeams | UCI WorldTeams           | UCI WorldTeams | UCI WorldTeams     | UCI ProTeams | UCI ProTeams        |
| -------------- | --------------------- | -------------- | ------------------------ | -------------- | ------------------ | ------------ | ------------------- |
| ACT            | AG2R Citroën Team     | GFC            | Groupama-FDJ             | ARK            | Team Arkéa-Samsic  | IPT          | Israel-Premier Tech |
| ADC            | Alpecin-Deceuninck    | IGD            | Ineos Grenadiers         | DSM            | Team DSM-Firmenich | LDT          | Lotto Dstny         |
| AST            | Astana Qazaqstan Team | ICW            | Intermarché-Circus-Wanty | JAY            | Team Jayco AlUla   | TEN          | TotalEnergies       |
| TBV            | Bahrain Victorious    | TJV            | Jumbo-Visma              | UAD            | UAE Team Emirates  |              |                     |
| BOH            | Bora-Hansgrohe        | LTK            | Lidl-Trek                |                |                    |              |                     |
| COF            | Cofidis               | MOV            | Movistar Team            |                |                    |              |                     |
| EFE            | EF Education-EasyPost | SOQ            | Soudal Quick-Step        |                |                    |              |                     |

## Streckenführung
Die 26. Austragung führte über 205,6 Kilometer, auf denen drei Zwischensprints und drei Bergwertungen ausgefahren wurden. Das Herzstück der Strecke bildete der Waseberg (78 m), der in der zweiten Rennhälfte dreimal befahren wurde.
Der Start erfolgte unweit der Kennedybrücke beim Siegfried-Wedells-Platz. Im Anschluss wurde Hamburg in Richtung Westen verlassen, wobei nach 12,5 Kilometern der erste Zwischensprint in Schenefeld ausgefahren wurde. Nun drehte die Fahrtrichtung gen Norden und die Fahrer gelangten über Pinneberg, Quickborn und Barmstedt zum nördlichsten Punkt der Strecke, der nach rund 70 Kilometern in Wulfsmoor erreicht wurde. Nach einer kleinen Schleife führte die Strecke zurück nach Barmstedt, ehe es über Pinneberg nach Wedel ging. Hier wurde bei Kilometer 132,5 der zweite Zwischensprint ausgefahren. Kurz darauf begann die leichte Steigung des Grotiuswegs, ehe nach einer kurzen Abfahrt der Waseberg das erste Mal in Angriff genommen wurde. Dieser kurze aber steile Anstieg weist auf seiner Länge von 800 Metern eine durchschnittliche Steigung von 8,8 % auf. Besonders die zweite Hälfte beinhaltet jedoch Passagen von über 15 % und sinkt im Schnitt nicht unter 13 %. Nachdem der Anstieg bei Kilometer 141,5 das erste Mal passiert worden war, führte die Strecke über enge und kurvenreiche Straßen entlang der Elbe nach Hamburg-Altona-Altstadt, wo es auf breiteren Straßen ins Zentrum von Hamburg ging. Über die Reeperbahn und vorbei an dem Bismarck-Denkmal ging es über den Johannes-Brahms-Platz zum Hamburger Rathaus, ehe wenig später nach 157,5 Kilometern auf der Mönckebergstraße die erste Zieldurchfahrt erfolgte.
Nachdem bei der ersten Zielpassage der dritte und letzte Zwischensprint ausgefahren worden war, führte die Strecke über den Jungfernstieg, ehe die Fahrer Hamburg auf demselben Weg verließen, auf dem sie wenige Kilometer zuvor in die Stadt gekommen waren. Die Strecke führte nun zurück zum Waseberg, der zwei weitere Male (24,6 und 16,6 Kilometer vor dem Ziel) überquert wurde. Zwischen den beiden Überfahrten umrundeten die Fahrer den nahegelegenen Golfplatz Falkenstein. Auf den letzten 16,6 Kilometern führte die Strecke erneut ins Zentrum von Hamburg, wobei die bereits bekannte Strecke gewählt wurde. Die Zielgerade auf der Mönckebergstraße war rund 400 Meter lang.
|   |                          | km    | Höhe | Länge (m) | Ø Steigung |
| - | ------------------------ | ----- | ---- | --------- | ---------- |
| S | Schenefeld               | 12,5  |      |           |            |
| S | Wedel                    | 132,5 |      |           |            |
| B | Waseberg                 | 141,5 | 78 m | 800       | 8,8 %      |
| S | Hamburg (Zieldurchfahrt) | 157,5 |      |           |            |
| B | Waseberg                 | 181   | 78 m | 800       | 8,8 %      |
| B | Waseberg                 | 189   | 78 m | 800       | 8,8 %      |
|   | Ziel                     | 205,6 |      |           |            |

## Rennverlauf & Ergebnis
Wenige Kilometer nach dem Start setzten sich mit Lars van den Berg (Groupama-FDJ), Sergio Samitier (Movistar) und Julien Simon (TotalEnergies) drei Fahrer vom Hauptfeld ab. Kurz darauf ließ sich Lars van den Berg wieder von Peloton einholen, ehe Vegard Stake Laengen und Tim Wellens (beide UAE Team Emirates) versuchten zur Spitze des Rennens aufzuschließen. Den ersten Zwischensprint in Wedel gewann Julien Simon vor Sergio Samitier und Alberto Bettiol (EF Education-EasyPost). Der Franzose fiel jedoch wenig später aufgrund eines technischen Defekts ebenfalls ins Hauptfeld zurück. Rund 40 Kilometer vor dem Ziel gewann mit Sergio Samitier der letzte verbliebene Ausreißer den zweiten Zwischensprint in Hamburg, ehe er kurz darauf vom Peloton gestellt wurde.
Nach zwei Stürzen, in die auch Lukas Pöstlberger (Jayco AlUla), Jos van Emden (Jumbo-Visma), Nils Eekhoff (DSM-Firmenich) und Maximilian Schachmann (Bora-hansgrohe) involviert waren, forcierte Michael Gogl (Alpecin-Deceuninck) im unteren Teil des Waseberg, rund 25 Kilometer vor dem Ziel, das Tempo. Quinten Hermans (Alpecin-Deceuninck) führt vor Mads Pedersen (Lidl-Trek) und Alberto Bettiol über die Kuppe des Anstiegs, während das Hauptfeld zerfiel. Es bildete sich eine größere Spitzengruppe, aus der Marc Hirschi (UAE Team Emirates) bei der letzten Auffahrt des Waseberg erneut angriff. Das Hauptfeld teilte sich erneut und bestand zu diesem Zeitpunkt nur noch aus rund 40 Fahrern.
Rund 12 Kilometer vor dem Ziel setzten sich Nils Politt (Bora-hansgrohe), Brandon McNulty (UAE Team Emirates) und Yves Lampaert (Soudal Quick-Step) von der Spitzengruppe ab. Das Trio arbeitete gut zusammen und erreichte den letzten Kilometer mit wenigen Sekunden vor. Im Anschluss konnte sich Brandon McNulty von seinen Fluchtgefährten absetzten, während Mads Pedersen allein die Lücke vom Hauptfeld zu den Ausreißern schloss. Der Däne überholte Brandon McNulty auf den letzten 100 Metern und hielt im Anschluss auch das herannahende Peloton auf Abstand, in dem sich Danny van Poppel (Bora-hansgrohe) vor Elia Viviani (Ineos Grenadiers) durchsetzte.
| Platz | Fahrer           | Nation | Team              | Zeit                  |
| ----- | ---------------- | ------ | ----------------- | --------------------- |
| 01.   | Mads Pedersen    | DEN    | Lidl-Trek         | 4:36:35 h (44,6 km/h) |
| 02.   | Danny van Poppel | NED    | Bora-hansgrohe    | "                     |
| 03.   | Elia Viviani     | ITA    | Ineos Grenadiers  | "                     |
| 04.   | Arnaud Démare    | FRA    | Groupama-FDJ      | "                     |
| 05.   | Laurence Pithie  | NZL    | Groupama-FDJ      | "                     |
| 06.   | Yves Lampaert    | BEL    | Soudal Quick-Step | "                     |
| 07.   | Arnaud De Lie    | BEL    | Lotto Dstny       | "                     |
| 08.   | Nils Politt      | GER    | Bora-hansgrohe    | "                     |
| 09.   | Max Kanter       | GER    | Movistar Team     | "                     |
| 010.  | Marc Hirschi     | SUI    | UAE Team Emirates | "                     |